# Jamides hamid
Jamides hamid är en fjärilsart som beskrevs av Hans Fruhstorfer 1921. Jamides hamid ingår i släktet Jamides och familjen juvelvingar. Inga underarter finns listade i Catalogue of Life.